# بوجدور
بوجدور هي مدينة مغربية تقع ضمن إقليم بوجدور بجهة العيون الساقية الحمراء، وهي تبعد عن مدينة العيون بـ 180 كلم، وتضم مدينة بوجدور 651 42 نسمة حسب الإحصاء العام للسكان والسكنى لسنة 2014.

## تاريخ
شيدت مدينة بوجدور عام 1860 على موقع كاب بوجدور الذي لم يكن سوى منارة توجه حركة السفن والقوارب عبر الإشارات الضوئية وتقع المدينة على واجهة المحيط الأطلسي على بعد 180 كلم جنوب مدينة العيون ومنذ تشييدها، شهدت مدينة بوجدور وتيرة تنمية وتطور عالية جدا.

## الاقتصاد
يعد قطاع الصيد البحري أحد الركائز الأساسية لإقتصاد المدينة، ويقتصر نشاط الصيد البحري أساساً على الصيد الساحلي التقليدي.

## التعليم

### التعليم الإبتدائي
- مدرسة عبد العزيز خيا
- مدرسة الحسن الثاني
- مدرسة مولاي رشيد
- مدرسة الإنبعاث
- مدرسة المسيرة

### التعليم الإعدادي
- إعدادية ابن طفيل
- إعدادية القدس
- إعدادية عمر بن الخطاب
- ثانوية الوحدة الاعدادية

### التعليم الثانوي
- ثانوية جابر بن حيان
- ثانوية أحمد بن محمد الراشدي
- ثانوية النصر

### التعليم الخاص
- مؤسسة أجيال بوجدور

### مؤسسات آخرى
- مركز التأهيل المهني البحري بوجدور
- المعهد المتخصص للتكنولوجيا التطبيقية بوجدور

## السكان
عدد سكان مدينة بوجدور حسب الإحصاء العام للسكان والسكنى:
| السنوات    | 2004   | 2014   |
| ---------- | ------ | ------ |
| عدد السكان | 843 36 | 651 42 |

## الصحة
تتوفر مدينة بوجدور على مستشفى إقليمي تم الشروع في إستغلاله منذ سنة 1991.